# Amblyseius rademacheri
Amblyseius rademacheri är en spindeldjursart som beskrevs av Dosse 1958. Amblyseius rademacheri ingår i släktet Amblyseius och familjen Phytoseiidae. Inga underarter finns listade i Catalogue of Life.